# Andrușivka, Șumsk
Andrușivka (în ucraineană Андрушівка) este localitatea de reședință a comunei Andrușivka din raionul Șumsk, regiunea Ternopil, Ucraina.

## Demografie
Componența lingvistică a localității Andrușivka
     Ucraineană (99,76%)
     Alte limbi (0,24%)
Conform recensământului din 2001, majoritatea populației localității Andrușivka era vorbitoare de ucraineană (99,76%), existând în minoritate și vorbitori de alte limbi.